# Pollo frito
El pollo frito o pollo broaster es un plato compuesto por trozos de carne de pollo tierno, a veces enharinados o rebozados, y luego se ponen a  freír.
El empanado añade una corteza exterior crujiente que evita la pérdida de los jugos pero también absorbe la grasa usada al freír. Lo que distingue al pollo frito de otras frituras de pollo es que habitualmente se corta por las articulaciones, dejando los huesos y la piel intactos. La piel crujiente bien condimentada, sin exceso de grasa, es el rasgo distintivo de un pollo bien frito.
Se puede aderezar con salsa tártara, kétchup o salsa picante.

## Preparación
El pollo frito no se hace con ejemplares enteros, sino cortándolos al menos en sus cuatro partes principales. Los cortes de «carne blanca» proceden de la parte delantera del animal (pechuga y alitas), donde las fibras musculares están menos desarrolladas. Los cortes de «carne oscura» proceden de la trasera (cuadril y muslo), cuyos músculos se usan más frecuentemente.
Para preparar trozos de pollo para freír, pueden marinarse en suero de mantequilla, o simplemente mojarse en este o en leche o ponerlos en huevos. Para evitar condiciones de fritura irregulares o peligrosas, los trozos de pollo se secan rebozándolos en harina o alguna sustancia similar para recubrir la carne y evitar que la grasa produzca salpicaduras en el aceite. Pueden añadirse a la harina condimentos como sal, pimienta, cayena, pimentón, ajo en polvo, cebolla en polvo o mezcla de aliño ranchero. Se puede también pasar por pan molido a fin de que de esta forma quede más crocante.
Tradicionalmente se usaba manteca para freír el pollo, pero también se emplean con frecuencia aceites vegetales como el de maíz, cacahuete, colza o girasol. El sabor de aceite de oliva suele considerarse demasiado fuerte para freír pollo, y su bajo punto de humeo lo hace inadecuado para este uso.
Hay tres técnicas principales para freír pollo: en sartén, en profundidad o a presión. La fritura en sartén requiere una resistente y una fuente de aceite que no cubra completamente el pollo. Los trozos de pollo se preparan como se ha indicado anteriormente, y se fríen. Normalmente el aceite se calienta a una temperatura lo suficientemente alta como para sellar (sin dorar, a este punto) el exterior de los trozos de pollo. Una vez estos se han añadido al aceite caliente y se sellan, se baja la temperatura. Existe discusión sobre la frecuencia con la que debe darse la vuelta al pollo, argumentando algunos que debe hacerse a menudo e incluso dejar que se doren, y otros animando a dejar que los trozos se hagan bien por un lado, volviéndolos solo cuando es absolutamente imprescindible. Cuando los trozos de pollo están casi listos se sube el fuego y se doran al gusto (algunos cocineros añaden pequeñas cantidades de mantequilla en este momento para mejorar el dorado). La humedad del pollo que se pega al fondo de la sartén y lo oscurece forman la base necesaria para hacer gravy.
La fritura en profundidad necesita una freidora u otro dispositivo en el que los trozos de pollo puedan sumergirse completamente en el aceite caliente. Estos trozos se enharinan como se ha indicado anteriormente o se rebozan usando un rebozado de harina y líquido (y condimentos) mezclados. El rebozado puede contener otros ingredientes como huevo, leche y levadura. El aceite se calienta en la freidora hasta la temperatura deseada. Se añade el pollo y se mantiene la temperatura constante durante todo el proceso.
La fritura a presión, conocida en inglés como broasting (como en, pollo broaster) acelera el proceso. La humedad del pollo se vaporiza e incrementa la presión, disminuyendo la temperatura de cocción necesaria. El vapor también contribuye a cocinar la carne, pero sigue permitiendo que quede jugosa y tierna mientras mantiene crujiente el empanado. El aceite se calienta en una olla a presión. Entonces se enharinan o rebozan los trozos de pollo y se ponen en el aceite caliente. Se cierra la olla y los trozos de pollo se fríen así a presión.

## Historia

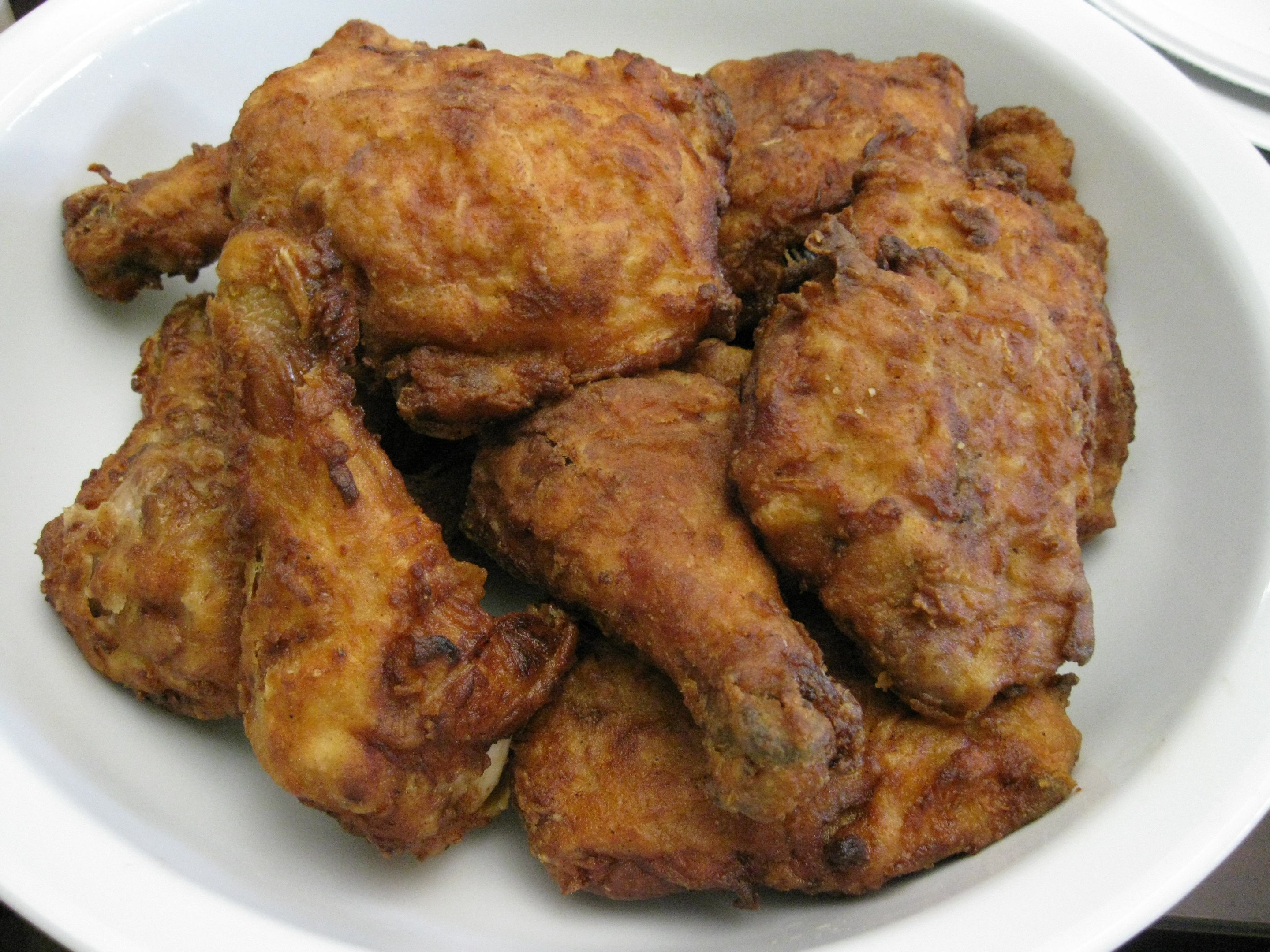
Pollo frito.

Las frituras tienen una larga historia, existiendo evidencias en culturas antiguas de todo el mundo, como Roma, Egipto y China. Ya estaban presentes Europa en la Edad Media. Los escoceses, más tarde inmigrantes en muchos estados del sur de Estados Unidos, tenían la tradición de freír pollo en grasa, a diferencia de los ingleses, que lo hervían u horneaban. También hay evidencias de frituras en África Occidental, aunque es incierto que existieran en esta región antes del contacto con los europeos.
Tras la obtención de cerdos mayores y de crecimiento más rápido (gracias al cruce de razas europeas y asiáticas) en los siglos XVIII y XIX, la cría de cerdo a pequeña escala se convirtió en los Estados Unidos en una forma barata de convertir los restos de comida, los desechos de las cosechas y la basura en calorías (en un espacio relativamente pequeño y un periodo de tiempo relativamente corto). Muchas de estas calorías venían con la forma de grasa y manteca refinada. La manteca se usaba en casi todos los platos y era un ingrediente fundamental de muchos platos caseros comunes (gran parte de los cuales siguen actualmente considerándose comidas festivas) como galletas y pasteles. La necesidad económica y nutricional de consumir manteca y otras grasas parecidas llevó al auge de las frituras en todo el mundo. En el siglo XIX el hierro fundido estuvo disponible ampliamente para su uso en cocina. La combinación de harina, manteca, pollo y una sartén pesada sobre una llama relativamente controlable sentó las bases del pollo frito moderno.
Cuando fue introducido en el sur de los Estados Unidos, el pollo frito se convirtió en una comida básica. Más tarde, cuando los esclavos africanos fueron llevados a trabajar en plantaciones sureñas, estos añadieron condimentos y especias que no existían en la cocina escocesa tradicional, mejorando el sabor. Como la mayoría de esclavos no podía obtener carnes caras pero sí solían tener permitido criar pollos, la costumbre de freír pollo en ocasiones especiales se extendió por todas las comunidades afroamericanas del sur, sobreviviendo incluso a la abolición de la esclavitud y pasando gradualmente a convertirse en un plato sureño típico. Gracias a que el pollo frito se conservaba varios días en climas cálidos antes de disponer de refrigeración, se hizo muy popular las épocas en las que la segregación cerró la mayoría de restaurantes a la población negra.
Antes de la industrialización de la producción de pollo y de la obtención de las razas broiler, solo los ejemplares jóvenes eran adecuados para la alta temperatura y relativamente corto tiempo de cocción de la fritura, lo que hacía al pollo frito una receta de lujo propia de la primavera o el verano. Los ejemplares mayores y más duros necesitaban tiempos de cocción más largos a menor temperatura. Para compensar esto, a veces se cocían a fuego lento hasta que se ablandaban, se dejaban enfriar y secar, y entonces se freían. Otro método era freír los trozos de pollo en sartén, cociéndolos a fuego lento en un líquido, normalmente un gravy hecho en la misma sartén. Este proceso (de enharinado, fritura y cocción a fuego lento en gravy) se denomina smothering (‘ahogado’) y puede usarse con otros cortes duros de carne.

## Variantes
Se emplean muy variados condimentos y especias para añadir sabor al pollo frito. 

### Estados Unidos

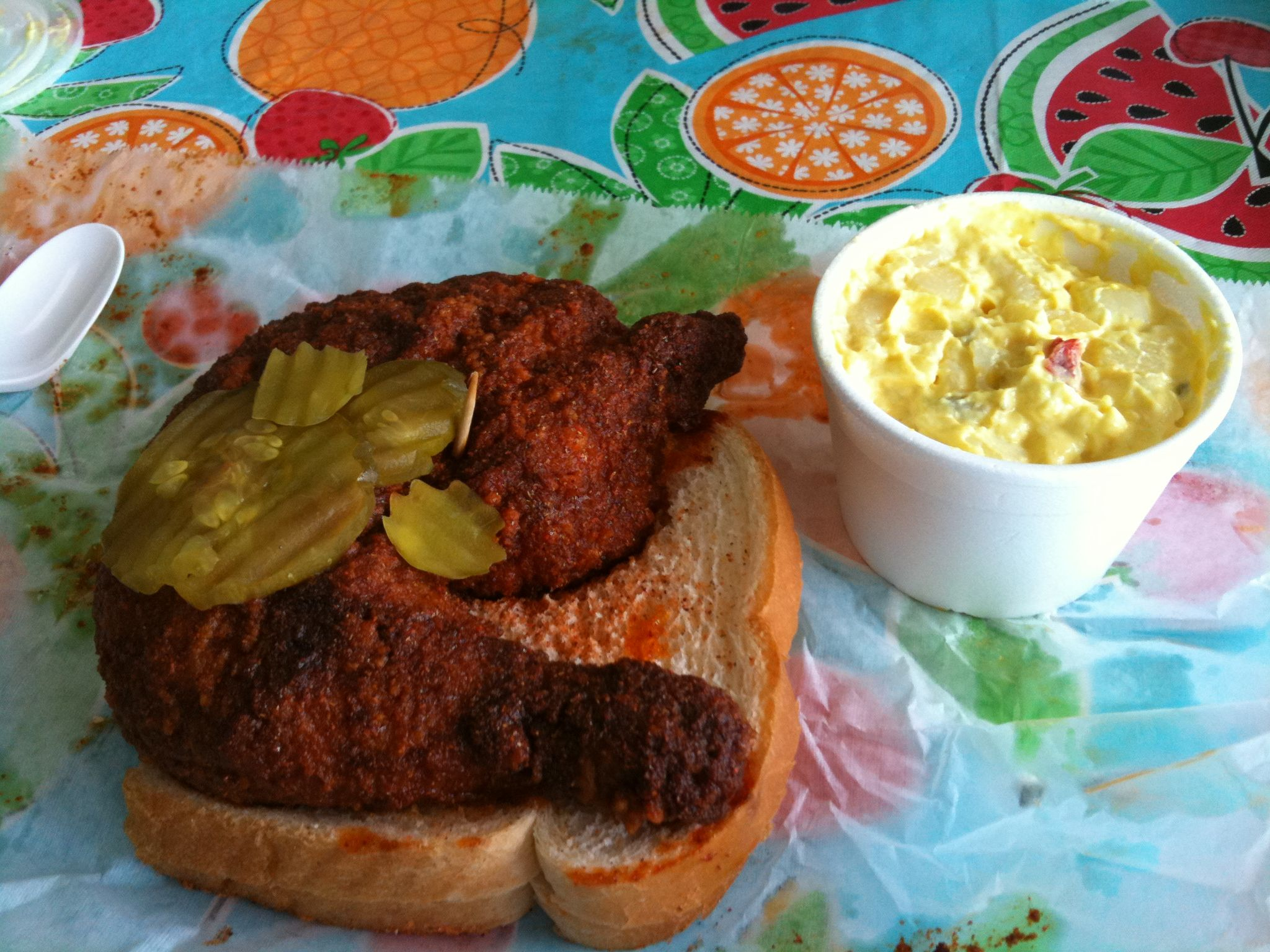
Hot chicken al estilo de Nashville con guarnición tradicional.

- Alitas de pollo, llamadas en inglés Buffalo wings por su lugar de origen, Búfalo (Nueva York). Es una de las pocas variantes de pollo frito que tradicionalmente no se enharinan antes de freírlas.
- Chicken and waffles: una combinación de platos tradicionalmente servidos para desayunar y almorzar en una sola comida, común en los restaurantes soul food del sur de Estados Unidos y otros lugares.
- Hot chicken: común en la zona de Nashville (Tennessee), es una variante de pollo frito en sartén recubierto con pasta de manteca y cayena.
- Nuggets de pollo, un producto de pollo deshuesado industrialmente reconstituido inventado por el profesor Robert C. Baker en la década de 1950.
- Chicken Fries (en inglés chicken fries): nuggets de pollo con forma de papas fritas (French fries en inglés), popularizados por las cadenas de comida rápida Burger King, KFC, Popeyes Louisiana Kitchen y Hungry Jack's.
- Popcorn Chicken: trocitos pequeños de pollo deshuesado, rebozados y fritos, por lo que terminan siendo nuggets pequeños que recuerdan a palomitas de maíz.
- Patties de pollo: filetes rusos de pollo empanados y fritos, consumidos en sándwiches. Tiene una relación lejana con el chicken fried steak.
- Pollo frito campero: carne de pollo recubierta con harina o pan rallado, frita y servida con gravy campero.
- Tiras de pollo, también conocidas como fingers de pollo: una de las formas más comunes de pollo frito, elaborándose habitualmente a partir de trozos de pechuga (a veces con carne de costilla) cortados en tiras largas, que se empanan o rebozan, y se fríen.

### Asia

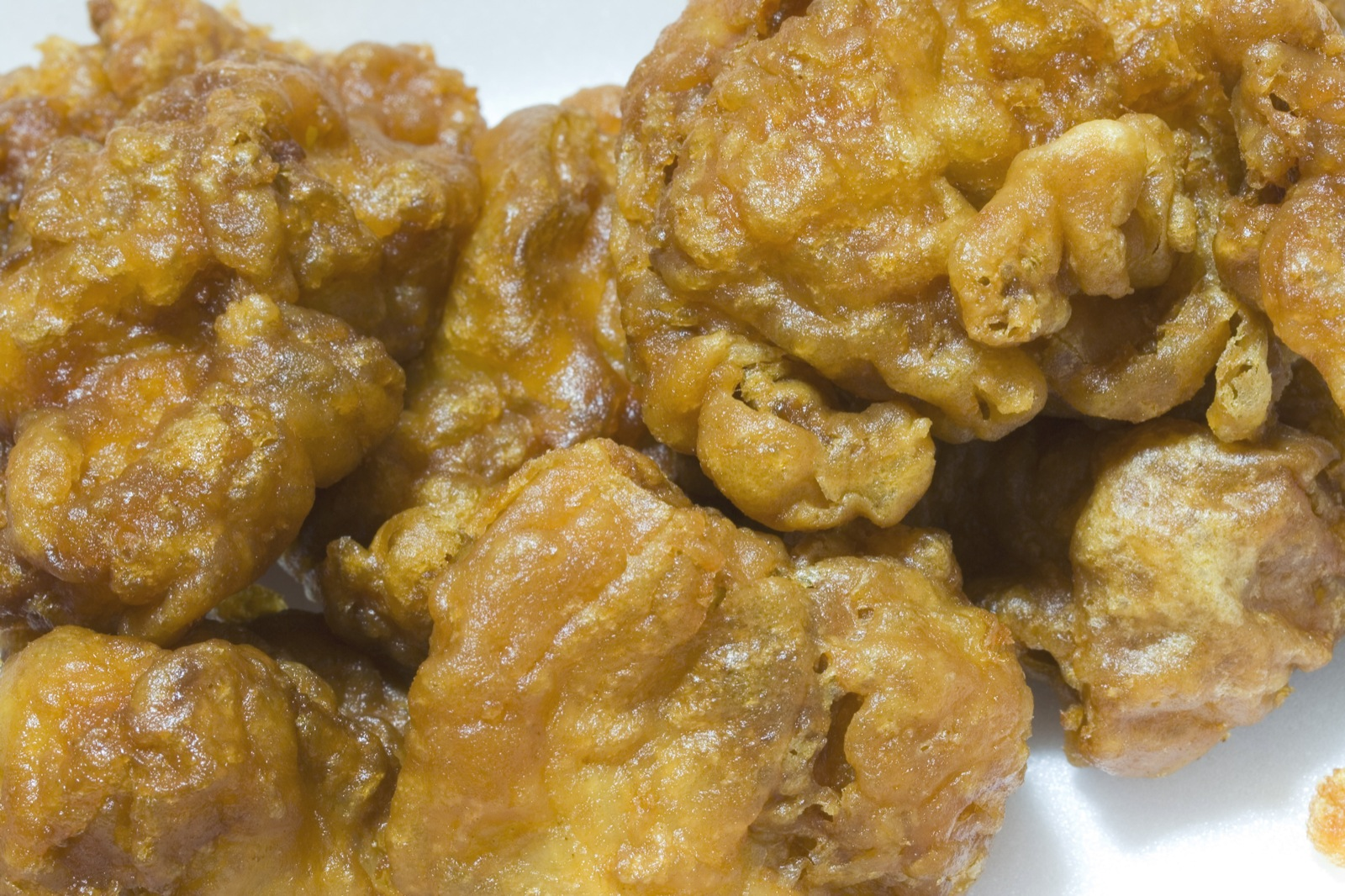
Tori no karaage, pollo frito japonés.

- Karaage de pollo: un método japonés de marinado y fritura para preparar pollo frito.
- Pollo con pasta de gamba, popular en los restaurantes de estilo hongkonés de Singapur y Malasia. Incorpora pasta de gamba y jugo de jengibre en la mezcla para empanar.
- Pollo frito coreano: trozos de pollo frito condimentados con salsa de soja-ajo o salsa picante coreana.
- Pollo frito crujiente, un plato de la cocina cantonesa de China, inspirado en el pato crujiente.
- Torikatsu (チキンカツ): un filete de pollo empanado con panko y frito, adaptado del tonkatsu, una receta japonesa de chuleta de cerdo.
- Toriten, pollo frito al estilo de la tempura japonesa.

### Australia
- Chicken chipees, carne de pollo troceada con forma de patatas chip recubierta con miga de patata.

### Hispanoamérica
- Milanesas de pollo: En Argentina y Uruguay, es común comer pollo frito en forma de milanesa (filete), un corte de carne pasado por huevo batido y luego por pan rallado. En algunas regiones, si se hacen con el cuarto trasero del pollo (la pata y el muslo), se las denomina «milanesas de pollo», y si se hacen con la pechuga del pollo, supremas. También se prepara a la plancha, en este caso no se reboza en huevo y pan rallado.
- Pollo broaster: En Ecuador, Bolivia, Colombia, Venezuela y Perú, la preparación del pollo frito con fritura bajo presión es la forma más popular, al punto de convertirse en sinónimo con pollo frito. Esta preparación es preferida por su tendencia a preservar la jugosidad de la carne, y la facilidad de su implementación con utensilios de cocina caseros. No debe confundirse con el pollo rostizado.